# 吳震交
吳震交（？—17世紀），字黃初，號浯溪，福建泉州府晉江縣人，明朝、南明政治人物。

## 生平
天啓四年（1624年）甲子科福建鄉試第九名舉人，崇禎七年（1619年）甲戌科進士，大理寺觀政，八年獲授南京兵部车驾司主事，十年升员外郎，十一年升武選郎中，管理船務；其時松江的船隻腐朽，軍隊虛耗金錢、虛報軍籍，他隨即杜絕這些情況。之後他在同年六月外任揚州知府，拘捕煽動亂事的妖僧大覺而著名。隆武帝即位，召任吳震交為太僕少卿；隆武親征時再將他擢任為兵部隨營右侍郎與左侍郎，署任尚書，後事不詳。

## 家族
曾祖吳惠，祖吳執中，父吳仁統。

## 引用
1. 1 2  錢海岳《南明史·卷四十三·列傳第十九》：吳震交，字黃初，晉江人。崇禎四【七】年進士。授武選主事，督理船務。舊艘半朽敗，篙師多虛籍縻費，力絕其弊。
2. ↑  《崇祯七年甲戌科进士履历便览》：吴震交，曾祖惠，祖执中，父仁统。浯溪，易一房，己酉年十二月初一日生，晋江人，甲子五名，会一百二十名，二甲四十八名，大理寺政，乙亥授南车驾司主事，丁丑升员外，戊寅升武选司郎中，六月升扬州知府，庚辰考察。
3. ↑  《晋江县志·卷四十三·人物志·宦迹五》：吴震交，字黄初。崇祯甲戌进士，授南兵部主事，督理船务。旧艘半朽败，篙师多虚籍糜费，力绝其弊。升武选郎中，出守维扬。妖僧簧众，至即捕治，政声大著。假归不出。
4. ↑  錢海岳《南明史·卷二十四·表第十》：吳震交九月左侍郎署行在（兵部尚書）。
5. ↑  錢海岳《南明史·卷四十三·列傳第十九》：累遷郎中，出為揚州知府，妖僧大覺簧眾釀亂，至即捕治，能聲大著。紹宗立，召太僕少卿。親征，擢兵部隨營右左侍郎。後事不詳。